# Jean-Christophe Marquet
Pour les articles homonymes, voir Marquet.
Jean-Christophe Marquet est un footballeur français né le 27 avril 1974 à Marseille. Il évolue aux postes de défenseur gauche et de milieu de terrain.
Son grand frère Patrice a été lui aussi footballeur professionnel, formé au Paris Saint-Germain.

## Carrière
Jean-Christophe Marquet est formé à l'Olympique de Marseille, intégrant les équipes de jeunes dès l'âge de six ans.  
Dès mai 1989, il est sélectionné en équipe de France juniors B2 pour un match contre l'Écosse. 
En 1991, il fait sa première apparition en équipe première lors d'un huitième de finale aller de Coupe d'Europe des clubs champions face au Sparta Prague. Il ne dispute pas la finale de la Ligue des champions 1992-1993 remportée par l'OM. 
En 1993, il est prêté à l'AS Cannes puis revient à l'OM la saison suivante, le club étant alors en deuxième division. Il reste trois ans au club, participant à la remontée en première division en 1996. 
Il s'engage en 1998 pour l'EA Guingamp, puis part à l'étranger jouer sous le maillot du Genoa CFC en Italie. Marquet rejoint en 1999 l'OGC Nice pour une saison et fait un nouveau retour à l'OM en 2000, jouant seulement trois matchs. 
Le milieu de terrain termine sa carrière dans des clubs de division inférieure de la ville de Marseille ; de 2001 à 2003, il joue pour le Consolat Marseille et de 2003 à 2004 pour l'US Endoume.

## Palmarès
- Olympique de Marseille

Vainqueur de la Ligue des Champions : 1993
- - Championnat de France D2
    - Champion : 1995.
    - Vice-champion : 1996.